# National Football League 1958
La stagione NFL 1958 fu la 39ª stagione sportiva della National Football League, la massima lega professionistica statunitense di football americano. La finale del campionato, il NFL Championship Game si disputò il 28 dicembre 1958 allo Yankee Stadium di New York e vide la vittoria dei Baltimore Colts sui New York Giants per 23 a 17. La stagione iniziò il 28 settembre 1958 e si concluse con il Pro Bowl 1959 che si tenne l'11 gennaio al Los Angeles Memorial Coliseum.

## Stagione regolare
La stagione regolare si svolse in 12 giornate, iniziò il 28 settembre e terminò il 14 dicembre 1958.

### Risultati della stagione regolare
- V = Vittorie, S = Sconfitte, P = Pareggi, PCT = Percentuale di vittorie, PF = Punti Fatti, PS = Punti Subiti
- Nota: nelle stagioni precedenti al 1972 i pareggi non venivano conteggiati nel calcolo della percentuale di vittorie.

| Eastern Conference  |   |   |   |     |     |     |
| Squadra             | V | S | P | PCT | PF  | PS  |
| New York Giants     | 9 | 3 | 0 | 750 | 246 | 183 |
| Cleveland Browns    | 9 | 3 | 0 | 750 | 302 | 217 |
| Pittsburgh Steelers | 7 | 4 | 1 | 636 | 261 | 230 |
| Washington Redskins | 4 | 7 | 1 | 364 | 214 | 268 |
| Chicago Cardinals   | 2 | 9 | 1 | 182 | 261 | 356 |
| Philadelphia Eagles | 2 | 9 | 1 | 182 | 235 | 306 |

| Western Conference  |   |    |   |     |     |     |
| Squadra             | V | S  | P | PCT | PF  | PS  |
| Baltimore Colts     | 9 | 3  | 0 | 750 | 381 | 203 |
| Chicago Bears       | 8 | 4  | 0 | 667 | 298 | 230 |
| Los Angeles Rams    | 8 | 4  | 0 | 667 | 344 | 278 |
| San Francisco 49ers | 6 | 6  | 0 | 500 | 257 | 324 |
| Detroit Lions       | 4 | 7  | 1 | 364 | 261 | 276 |
| Green Bay Packers   | 1 | 10 | 1 | 91  | 193 | 382 |

Nota: New York vinse la Eastern Conference dopo uno spareggio con Cleveland pur avendo già vinto entrambi gli scontri diretti nella stagione regolare in quanto al tempo non esistevano criteri per stabilire le posizioni in classifica di squadre con la stessa percentuale di vittorie. Lo spareggio, disputato allo Yankee Stadium il 21 dicembre 1958, si concluse con la vittoria dei Giants per 10 a 0.

## La finale
La finale del campionato, il NFL Championship Game si disputò il 28 dicembre 1958 allo Yankee Stadium di New York e vide la vittoria dei Baltimore Colts sui New York Giants per 23 a 17

## Vincitore
| Vincitori del campionato NFL 1958 Baltimore Colts 1º titolo |

## Premi individuali
| MVP della NFL        | Jim Brown, Running Back, Cleveland |
| Allenatore dell'anno | Weeb Ewbank, Baltimore Colts       |